# 宮崎俊一
宮崎 俊一（みやざき しゅんいち、1941年7月12日 - 2024年5月9日）は、日本の医学者（生理学・発生生物学・細胞生物学）である。医師、医学博士、東京女子医科大学名誉教授。
東京女子医科大学教授、同大学学長(第5代)、学校法人東京女子医科大学評議員・理事、国立岡崎共同研究機構生理学研究所客員教授、文部科学省科学技術振興調整費国際統合医科学インスティチュート所長、淑徳大学客員教授、医学教育振興財団監事、医療法人精光会理事長などを歴任。

## 略歴
東京都出身、茨城県稲敷市育ち。1960年に開成高等学校、1966年に東京大学医学部を卒業。臨床研修を経て1967年に同医学部附属脳研究施設生理部門で研究を開始。1973年に学位を取得し、スタンフォード大学およびカリフォルニア大学ロサンゼルス校(UCLA)に留学した。1977年に帰国後自治医科大学生理学講師・助教授、1988年からは東京女子医科大学生理学教授を務めた。2007年に定年退任し、2007年11月から2013年8月まで東京女子医科大学学長(第5代)を務めた。
2024年5月9日、血液疾患のため、東京都新宿区の病院で死去した。82歳没。死没日付をもって正五位に叙され、瑞宝中綬章を追贈された。

## 研究者として： 研究業績
発生生物学の生理学的研究の第一人者であり、特に哺乳動物の卵細胞内カルシウムイオン(Ca)の増加反応が受精現象の引き金になる機構を解明した研究者である。40年に及ぶ研究を回顧したパーソナルエッセイは、思わぬ発見が後年想像外に発展し広範囲に普遍化していく実体験が記されている。
1973年、東大脳研究施設で神経や筋に起こる電気興奮性(活動電位)の胚発生における分化の研究中、活動電位がすでに卵細胞で起こることをホヤ・ヒトデ卵で偶然発見して学位を取得。留学中も卵細胞の興奮性を解析している。帰国後自治医大で哺乳動物(ハムスター)卵の体外受精時の電気現象を初めて記録。1981年に、これが卵細胞内Caの増加反応を反映する現象であることが判明し、重要な研究として注目される。その後開発されたCa画像解析法により、Ca増加が卵細胞の精子結合部位から起こり始め、数秒で細胞全体に伝播し(Ca波)、持続十数秒のCa増加反応が数時間繰り返し起こる（Caオシレーション）ことを1986年に発見。東京女子医大に転任後の1992年、Ca増加はイノシトール3リン酸レセプター(IP3R)を介して細胞内小胞体から細胞質へのCa遊離によることを明らかにした。この発見により、IP3/Caは重要な細胞内情報伝達物質であり、細胞生物学の普遍的な意味を持つ研究となる。この後、東京女子医大第二生理学教室と生理学研究所細胞内代謝部門で受精/Ca研究グループが組織され、高速共焦点レーザー顕微鏡を用いてCa動態が詳細に解析された。
受精時のIP3Rを介するCa増加反応は、1990年代に国内外で調べられた全動物種で普遍的に観察され、未受精卵から受精卵への活性化の引き金になることが確認されるに至る。哺乳類ではヒト卵を含め共通してCaオシレーションが起り、それは精子の細胞質にある卵活性化因子が卵内に送り込まれて誘発されることが明らかにされた。2000年代に入って精子因子の有力な候補はIP3を産生する酵素ホスホリパーゼCゼータ(PLCζ)であることが報告され、女子医大グループはこれを実証する分子生物学的研究を重ね、多くの論文を発表している。これらの研究および論文により、卵活性化因子は産婦人科や畜産領域での応用につながる可能性があることが注目された。順天堂大学産婦人科との共同実験では、受精できない未成熟な1個の円形精子細胞に加えて成熟精子抽出物をマウス卵内へ注入すると、Caオシレーションとともに受精がおこり、2細胞期の胚を母体に移植して正常な子を出生させた。総合して宮崎グループは、精子・卵結合から卵活性化に至る分子メカニズムをストーリーとして語れる研究を行なったと言える。女子医大生理学教室では卵細胞以外のさまざまな細胞でCa増加反応と細胞間作用(例えば精子が卵表層透明体に結合した際の精子先体反応、ナチュラルキラー細胞が標的細胞を殺す際のアポトーシス誘発)の研究がなされた。40年に及ぶ研究活動は教室刊行の「宮崎俊一教授退任記念誌」(2007年)に収録されている。

## 教授・学長として：医学教育改革・推進、学生支援
東京女子医科大学では当時の吉岡守正学長の強いリーダーシップの下で全学的な取組みにより画期的な医学教育改革が行われ、1990年から「MDプログラム1990」が実施された。問題基盤型学習(Problem-based learning, PBL)として自己学習・自己開発を促進するグループ学習「テュートリアル教育」、従来の学体系による講座別の講義に代わる統合的なカリキュラム、患者-医師の良好な関係とチーム医療を可能にする人間関係教育（ヒューマン・リレーションズ）が導入され、医学教育学教室（のちに講座）が開設された。宮崎らは生体現象別あるいは器官系別の統合カリキュラムを創作し、1994年から実施された。1996年、吉岡学長逝去直後に同大で開催された第28回日本医学教育学会で全国に発信した。1990年代に確立した先駆的な医学教育は、東京女子医大がモデル校となり医学教育改革が全国的に拡大。2001年には「医学教育モデル・コア・カリキュラム」が設定された。これに準拠して2005年からコンピューターを用いた共用試験(CBT)、客観的臨床能力試験(OSCE)が実施されるに至っている。
学長在任中、東京女子医大の医学部・看護学部教育では文部科学省の「特色ある大学教育推進プログラム」により、2007年から2013年の間に計5つのプロジェクトが採択され遂行された。特に「国際基準の医学教育実践と質保証」のプロジェクトにおいて次世代「MDプログラム2011」を導入するとともに、2012年には世界医学教育連盟のグローバルスタンダードに基づく国際外部評価を我が国で初めて受審し高評価を得ている。これを受け、国際基準に対応した医学教育認証評価制度が確立した。
また、学生の国際交流を推進して14の相手校と短期交換留学を行い、毎年2校から4校と相互表敬訪問を行った。学生委員会では、学生生活、勉学、経済問題などのアドバイスとクラブ活動の支援を実施した。医学生のスポーツの祭典である東日本医科学生総合体育大会(東医体)の活動に対し、宮崎は連盟の理事を16年間務め大会運営をサポートし続けた。スポーツ施設に恵まれない東京女子医大の運動部活動を支援し、30年以上競技の応援を続けている。これらの活動を通して出会った多数の卒業生・学生アスリートと親交を結ぶ。また、自身も大のスポーツ好きとして知られている。

## 学長として：大学運営
2007年から2013年まで学長に就任。私立医科大学の学長は医療人・研究者育成、医学研究推進、社会貢献における業績を引き継ぎ、新しく特色あるプロジェクトを実現確立し、次世代への指針を提示するという使命のもと、多くの試みを実行し、多方面から高い評価を得た。

### 連携・統合型新規研究施設の開設・運営
東京女子医科大学・早稲田大学連携先端生命医科学研究教育施設(TWIns)の開設(2008年)と東京女子医科大学・早稲田大学共同大学院の新設(2010年)： 医学-理工学の融合をコンセプトとして医療技術開発の基礎研究と応用、新設共同大学院での人材育成を目的に画期的な先進的施設を新築開設した。日本有数の研究施設として再生医療やコンピューター支援外科手術などの領域で大きな成果を上げている。文部科学省第1号認可の共同大学院は「共同先端生命医科学専攻」の分野で医療レギュラトリーサイエンスを命題とし、時代に即した貴重な人材を多数輩出した。
スーパーCOEプログラム国際統合医科学インスティテュート(IREIIMS)の運営(2005〜2010年)と統合医科学研究所(TIIMS)の開設(2010年)： 髙倉公朋学長を引き継ぎ文部科学省科学技術振興調整費戦略的研究拠点育成プログラムによる「国際統合医科学研究・人材育成拠点の創成」のプロジェクトを、学長の直接指揮のもとに5年間43億円の助成金で運営し著明な成果をあげた。宮崎学長は事業の総括とpost-IREIIMS計画を策定し、事業報告ヒアリングで評価Aを獲得。ミッションである後継事業として直ちにTIIMSを開設した。TIIMSでは疾患の分子メカニズムの解明と予防・診断・治療法の開発・評価を推進するトランスレーショナルリサーチを行い、ゲノム解析診断サービス部門も設けられている。

### 女性医療人活躍支援、医療人教育学習支援
男女共同参画推進局の開設(2009)と活動： 東京女子医大は創設者吉岡彌生の建学の理念に基づき、高い知識・技能と「至誠と愛」を持って社会に貢献する女性医療人の育成を使命としている。この理念・使命に沿い、男女共同参画を推進する局を設け、女性医師・研究者支援センター(保育所・ファミリーサポート、時間、研究費の保証)、女性医師再教育センター(e-ラーニング利用の再教育による復職支援)、看護職キャリアセンター(多様なキャリア支援、就労環境整備)の活動を行なった。現在は女性医療人キャリア形成支援センターに進化している。
医療人統合教育学習センターの開設(2011年)： IREIIMSの人材育成部門の後継として学生・研修医・研究者・医師・看護師・医療技術者・事務職員など多職種の医療人の教育学習センターを開設した。

### 講座・学問分野の再編・新設と職制の改革
大学運営の重要課題である時代の変遷に即した学問分野の再編・新設を行なった。人材確保のため学部職制要件評価法の設定、臨床職制(臨床教授・准教授・講師)の導入、新設研究所で5年任期制の導入とテニュアトッラック准教授の採用など多岐に渡る変革を実施。

### 研究環境整備と将来の研究指針・計画の提示
研究費・倫理・知財・産学連携の各課を持つ研究支援部を設置(2009年)。臨床研究推進支援センター(iCLIC)の設置(2012年)、教育・研究施設将来計画のコンセプトの設定(2013)、総合研究戦略会議を設置して研究の指針と戦略に関する提言を行なった。日本私立医科大学協会で広報委員を務め、広報誌「醫學振興」に論壇で「我が国の医学研究体制の課題」(2010年)、「医学研究のすすめ」(2013年)を提言した。

### 校舎の緊急耐震工事と新築計画
東日本大震災直後に医学部校舎を1ヶ月間封鎖して包帯工法による耐震工事を完了させ、次いで看護系教室の工事を行なった。理事会の施設将来計画諮問会議で吉岡博光理事長がグランドデザインを策定し(2012)、旧館の機能移転計画を進める傍ら、副理事長・学長・学部長が新校舎の具体案を練った。

### その他の活動
父母宮崎孝一・ミヤが昭和30年(1955年)に開設した医療法人精光会宮崎病院(現茨城県稲敷市)に1968年から理事として参画。2000年に厚生省医療施設近代化事業として病棟を新築し「みやざきホスピタル」に名称変更。精神科病院として、取手こころのクリニック、自立支援・共同生活支援・地域活動支援の各施設とともに地域医療福祉を支えている。2014-16年に理事長、2016年から専務理事を務める傍ら、医師としても医療チームに加わっている。

## 研究論文・著書・研究費：

### 英文原著論文、英文総説
80数編の英文原著論文が発表されており、Nature, Scienceをはじめ生理学・発生生物学・生殖生物学・細胞生物学・生物物理学・生物化学・免疫学の主要ジャーナルに掲載されている。また、細胞生理学・カルシウム動態学、発生生物学、生殖生物学の分野で20編の英文総説が発表されている。

### 和文総説
- 受精と膜電位─電気的なはやい多精拒否機構─ 「科学」 50:355-362 岩波書店1980
- 卵細胞膜のイオンチャンネル 「生体の科学」 32:101-109 医学書院1981
- 受精に伴う電気現象─受精電位─ 「遺伝」 37:No7 30-35 裳華房1983
- 宮崎俊一「哺乳動物卵受精時の細胞内Caイオンの周期的増加と膜電位変化」『生物物理』第27巻第5号、日本生物物理学会、1987年、223-228頁、doi:10.2142/biophys.27.223。
- 受精の引き金になるIP3-induced Ca2+ release ─IP3レセプター抗体による直接証明─ 『カレントトピックス』 「実験医学」 11:466-470 羊土社 1993
- Ca2+動員, Ca2+波, Ca2+振動とIP3受容体 『情報伝達研究の新しい流れ』 「実験医学」 11：No15 184-190 羊土社 1993
- 受精のメカニズムはどこまでわかったか 『不妊症はどこまで治せるか』 「臨床婦人科産科」48:No2 145-147 医学書院 1994
- 宮崎俊一, 白川英樹「精子-卵相互作用のシグナル伝達メカニズム」『生体の科学』第45巻第1号、金原一郎記念医学医療振興財団、1994年2月、79-90頁、ISSN 03709531、NAID 40002063003。 (要購読契約)
- 受精と細胞内カルシウム 『注目の領域』 「医学のあゆみ」 171:No1 907-909 医歯薬出版 1994
- 精子-卵結合の信号伝達におけるCa2+ウェーブとCa2+オシレーション 『細胞内カルシウムオシレーションとウェーブ』 「医学のあゆみ」 176：No6 381-384 医歯薬出版 1996
- 押味容子,宮崎俊一 アポトーシスの検出法 『アポトーシスの機序と制御』 「現代医療」 29:No1 25-30 現代医療社 1997
- 受精と卵細胞内情報伝達機構 「日本受精着床学会雑誌」 14:15-18 1997
- 尾田正二, 宮崎俊一「受精とカルシウム (特集 カルシウムシグナリングと細胞機能)」『細胞工学』第16巻第1号、秀潤社、1997年1月、87-93頁、ISSN 02873796、NAID 40004440687。 (要購読契約)
- 佐藤雄一,宮崎俊一 受精のシグナル伝達とICSI：基礎研究と臨床との接点 『今日の話題』 「産婦人科の実際」 46:No1 81-88 1997
- 宮崎俊一,押味蓉子,本多祥子,尾田正二 免疫細胞機能解明の生理学的アプローチ－ヒトナチュラルキラー細胞の標的細胞傷害機構の解析 東京女子医科大学雑誌 67:No6 2-10 1997
- 受精 『カルシウムイオンとシグナル伝達』 御子柴克彦, 遠藤實, 宮本英七編 「蛋白質核酸酵素」 43:No12 294-300 1998
- 宮崎俊一,桑原慶紀 受精 「日本医師会雑誌」 120：677-680 1998
- 中野義弘, 武内裕之, 桑原慶紀, 宮崎俊一 卵の活性化物質 特集『卵をめぐる最近の話題』 「産科と婦人科」 65:No12 1749-1754 1998
- 尾田正二, 宮崎俊一 卵子の活性化 特集『卵をめぐる最近の話題』 「産科と婦人科」 69: No10 1303-1310 2002
- 黒田恵司,宮崎俊一 卵の活性化のメカニズム─卵活性化における精子ファクターとカルシウムの役割─ 「産科と婦人科」 73:No6 743-749 2006

### 著書

#### シンポジウム出版(分担執筆)
- Miyazaki, S. and Igusa, Y. Ca-dependent action potential and Ca-induced fertilization potential in golden hamster eggs. In The Mechanism of Gated Calcium Transport across Biological Membranes. (Ohnishi, S.T., Endo, M. eds.) 305-311 Academic Press 1981
- Periodic hyperpolarizations in fertilized hamster eggs: possible linkage of Ca influx to intracellular Ca release. In The Physiology of Excitable Cells. (Grinnell, A., Moody, W.J. Jr. eds.) Neurology and Neurobiology 5:219-231 Alan Liss Inc. N.Y. 1983
- Electrophysiological study of cell-to-cell interaction in sperm and egg. In Neuronal Growth and Plasticity. (Kuno, M. ed.) 1-12 Japan Scientific Society Press Tokyo and VNU Science Press BV Utrecht 1984
- Signal transduction of sperm-egg interaction causing periodic calcium transients in hamster eggs. In Mechanisms of Egg Activation. (Nuccitelli, R., Cherr, G.N., Clark, W.H. Jr. eds.) 231-246 Plenum Press New York 1989
- Miyazaki, S., Nakada, K. and Shirakawa, H. Signal transduction of gamete interaction and intracellular calcium release at fertilization of mammalian eggs. In Biology of Germ Lines — In Animals and Man — (Mohri, H., Takahashi, M., Tachi, C. eds.) 125-143 Japan Scientific Societies Press Tokyo 1993
- Calcium signalling during mammalian fertilization. In Calcium Waves, Gradients and Oscillations. (Ciba Foundation Symposium ed.), 188:235-247 John Wiley & Sons, Chichester 1995
- Early and later studies on action potential and fertilization potential of echinoderm oocytes and Ca2+ response of mammalian oocytes. In Book Series “Methods in Cell Biology” Echinoderm Part B (Hamdoun, A., Foltz, K. edis.) 13-20, Elsevier Inc. 2019

#### 総説書(分担執筆)
- 精子-卵結合のシグナル伝達とCa2+遊離機構 『Annual Review 細胞生物学1993』 矢原一郎,御子柴克彦,月田承一郎編199-212 中外医学社1993
- 受精とカルシウムイオン波 『カルシウムのシグナル伝達機構』 Bioscience Series, 小島至編87-97 中外医学社 1993
- 宮崎俊一,本多祥子 受精とイオンチャネル 『イオンチャネル・2』 東田陽博編60-73 メジカルビュー社 1993
- 白川英樹,宮崎俊一 卵細胞内カルシウム：ハムスター 『細胞内カルシウム実験プロトコール』 工藤佳久編 159-168 羊土社 1996
- 受精のメカニズム 『不妊の基礎』 吉村泰典,星和彦,武谷雄二編 112-120 メディカルビュー社 1998
- 卵子の活性化 — 特にCa2+との関連 Medical Reproductive Medicine 第1巻 『卵子と精子』 鈴木秋悦,久保春海,宮川勇生,神崎秀陽編 140-149 メジカルビュー社 1998
- 卵子におけるシグナル伝達系 『卵子研究法』 鈴木秋悦,佐藤英明編 100-106 養賢堂 2001
- 受精の生化学的現象 『ART必須マニュアル』 荒木康久,佐藤和文編 263-269 医歯薬出版 2005
- 卵活性化に関する基礎的研究の動向 『体外受精Progress』 鈴木秋悦編 364-367 メジカルビュー社 2005

#### 教科書・翻訳書(分担執筆)
- 卵細胞膜の電気生理学 『生理学1』 入来正躬,外山敬介編 54-64 文光堂 1986
- 分泌細胞 新生理科学大系1巻 『興奮膜の生理学』 渡辺昭,山岸俊一編 277-291 医学書院 1986
- Caチャンネル 新生理科学大系9巻 『膜輸送の生理学』 星猛,香川靖男編 175-183 医学書院 1987
- 受精現象の電気生理学 新生理科学大系7巻 『発生・分化の生理学』 野々村禎昭,小幡邦彦編 75-89 医学書院 1991
- 高橋國太郎,小沢瀞司,宮崎俊一 神経・シナプス 『アトラスの生理学』 高田明和編 20-37 丸善 1996
- 神経の興奮伝導・興奮の伝達と抑制 『人体機能生理学』（改訂第4版） 杉晴夫編 87-130 南江堂 2003
- 細胞膜と溶質・水の膜輸送・イオン平衡と静止膜電位・活動電位の発生と伝導・シナプス伝達・膜受容体・二次メッセンジャー・信号伝達経路 『プリンシプル生理学』（Berne & Levy: Principles of Physiology, 3rd edition）板東武彦,小山省三監訳 3-52 西村書店 2003

### 競争的研究資金
1978年から2006年まで連続して日本科学技術振興会科学技術研究費一般研究あるいは基盤研究、萌芽的研究を獲得した。3つの特定領域研究あるいは重点領域研究の大型研究班で分担研究を行なった。また文部科学省科学技術振興調整費戦略的研究拠点育成プログラムの代表者として超大型研究資金を獲得した。